# Homo floresiensis
Homo floresiensis (česky též člověk floreský, neformálně přezdívaný „hobit“) je podle některých teorií samostatným druhem rodu Homo, odlišujícím se zejména svou malou postavou a mozkem, který přežíval do relativně nedávné doby. Pojmenován byl po indonéském ostrově Flores, na němž byly nalezeny jeho pozůstatky. Roku 2003 byla na ostrově v usazeninách jeskyně Liang Bua nalezena jedna téměř kompletní částečně fosilizovaná kostra (označená podle jména jeskyně a pořadí nálezu jako LB1) a jedna kompletní čelist (označená jako LB2), pocházející z doby před 18 000 lety (svrchní pleistocén). Tyto nálezy byly poprvé publikovány v říjnu 2004. V dalších letech vykopávky v jeskyni pokračovaly a do konce roku 2008 archeologové odkryli části koster celkem 14 jedinců a také malé nástroje, vše pocházející z období před 94 000 až 13 000 lety.
Objevitelé, antropologové Peter Brown a Michael J. Morwood s kolegy, vyjádřili názor, že řada znaků kostry LB1 svědčí o tom, že se jedná o nový druh hominida, jehož přímým předchůdcem byl snad Homo erectus, a nazvali ho Homo floresiensis. Tito hominidé dosahovali i v dospělosti výšky pouze o něco více než 1 metr. Jejich extrémně malou výšku objevitelé přisoudili tzv. ostrovnímu nanismu, který způsobuje, že těla velkých druhů živočichů se v prostředí s omezenými potravními zdroji po několika generacích zmenší. S ohledem na dobu, z níž nálezy pocházejí, by H. floresiensis byl současníkem Homo sapiens.
Brzy po zveřejnění objevu přišel indonéský antropolog Teuku Jacob s prvními pochybnostmi. Podle něj patřila lebka LB1 modernímu člověku trpícímu mikrocefalií. Vzápětí se rozhořel spor, který vedl k publikaci velkého počtu studií podporujících či odmítajících argumenty ve prospěch statutu nového lidského druhu. V březnu 2005 tým vědců pod vedením paleoneuroložky Dean Falkové publikoval v časopise Science studii o jeho mozku, v níž podpořil teorii nového druhu. Několik jiných vědců v čele s evolučním biologem a paleontologem Robertem D. Martinem výsledky studie napadlo a přiklonilo se k závěru, že lebka je mikrocefalická. Původní objevitelé se s touto interpretací neztotožnili a trvali na tom, že H. floresiensis je samostatný druh. Jejich názor podpořila studie z roku 2007, v níž Dean Falková porovnala mozek H. floresiensis s deseti mikrocefalickými mozky a odhalila významné rozdíly. Kromě toho další studie z roku 2007, která zkoumala zápěstní kůstky H. floresiensis, objevila některé podobnosti se šimpanzy či ranými hominidy, jako byl např. Australopithecus, a došla k závěru, že tyto kosti se zřetelně liší od kostí současných lidí. Také studie kostí a kloubů horních a dolních končetin naznačily, že H. floresiensis byl mnohem podobnější raným než moderním formám člověka. Oponenti těchto závěrů se však stále snaží nalézt alternativní vysvětlení. Publikovány byly např. hypotézy, že se jedná o jedince druhu H. sapiens trpící vrozenými vývojovými chorobami jako Laronův syndrom nebo endemický kretenismus.

## Objev

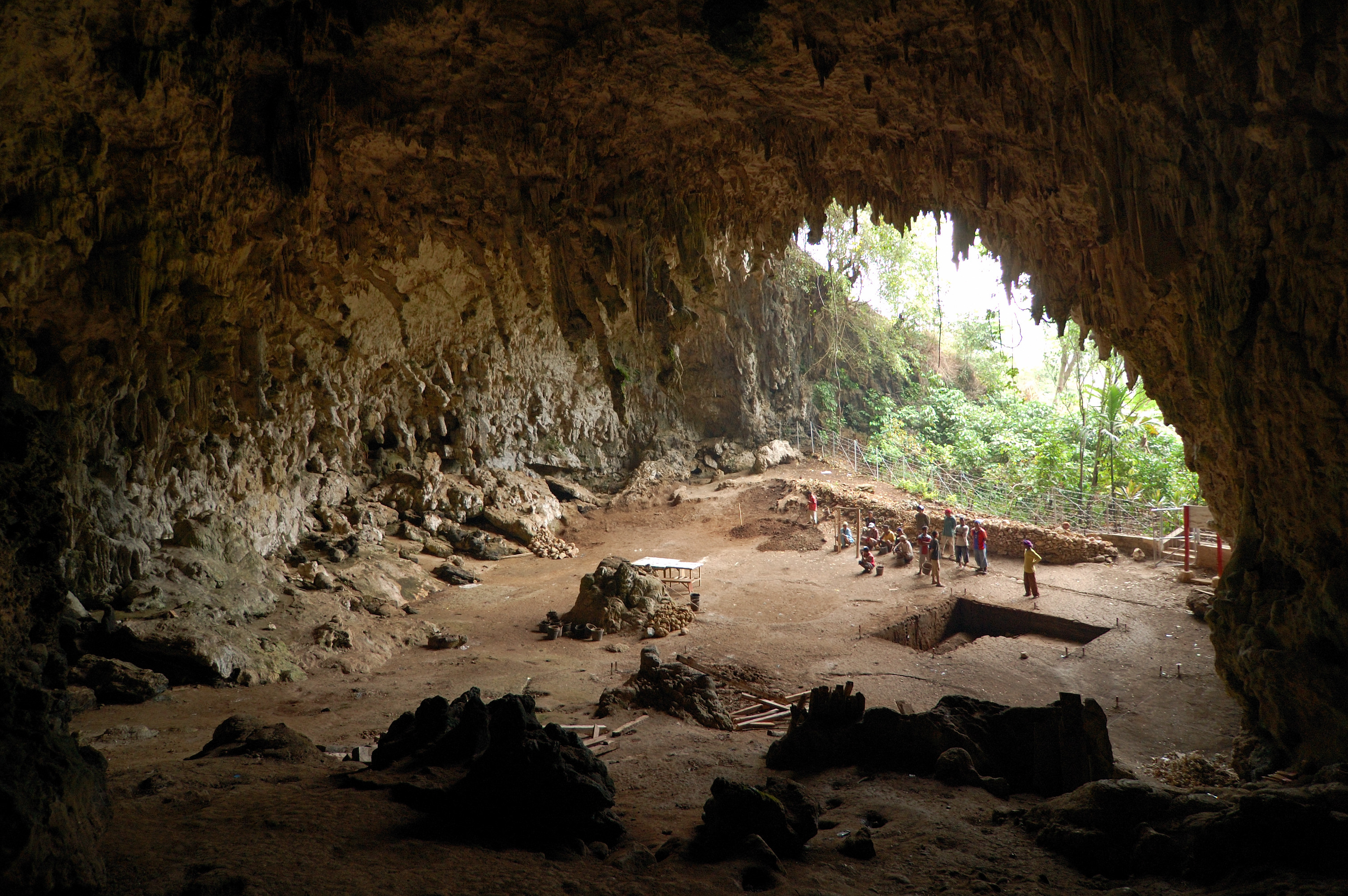
Jeskyně Liang Bua, v níž byly kosti nalezeny

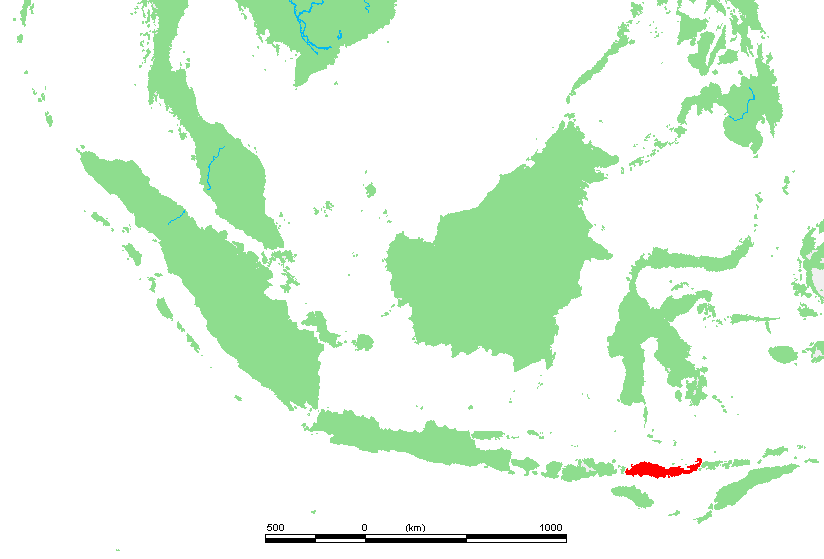
Ostrov Flores v Indonésii – zvýrazněn červeně

První nálezy učinil spojený australsko-indonéský tým paleoantropologů a archeologů, kteří na ostrově Flores hledali doklady pravěké migrace H. sapiens z Asie do Austrálie, v září roku 2003. Objev nového druhu neočekávali a nález kostry hominida ve vápencové jeskyni Liang Bua, označeného jako LB1, je překvapil. V blízkosti pak objevili ještě čelist dalšího jedince, kterého označili jako LB2. V průběhu následných vykopávek v roce 2004 odkryli části sedmi dalších koster pocházejících podle vědců z období před 38 000–13 000 lety, označené jako LB3–LB9. Jedna nalezená pažní kost, rovněž předběžně připisovaná H. floresiensis, je asi 74 000 let stará. Na rozdíl od téměř kompletní kostry LB1, jediné s celou lebkou, byly tyto další nálezy velmi neúplné. Nejkompletnější z nich je kostra označená jako LB6, sestávající ze spodní čelisti, vřetenní kosti, části loketní kosti, části pravé lopatky, jedné kůstky z chodidla a několika kostí prstů horních i dolních končetin. Vřetenní kost nese známky vyléčené zlomeniny. Kromě toho se v jeskyni nacházely též důmyslné kamenné nástroje, jejichž rozměry naznačují, že je užívali lidé vysocí asi 1 metr. Tyto nástroje pochází z archeologických horizontů datovaných do doby před 95 000–13 000 lety a zřejmě se používaly ke zpracování zabitých mláďat trpasličí formy Stegodona, o nichž se předpokládá, že byly kořistí LB1.
Nalezené kosti nejsou zcela fosilizované, jejich konsistence po nálezu připomínala mokrý savý papír. Po odkrytí bylo nutné je nejprve nechat vyschnout a potom je teprve archeologové mohli vykopat. Výzkumníci původně také doufali, že v nich naleznou zachovanou mitochondriální DNA, kterou by mohli porovnat se vzorky z podobně nefosilizovaných koster Homo neanderthalensis a H. sapiens. Možnost nálezu využitelného vzorku DNA je však v kostrách velmi malá, neboť DNA obvykle teplému tropickému prostředí rychle podléhá, často během několika desítek let. Vyloučit nelze ani možnost kontaminace z okolního prostředí.
Archeologové se do jeskyně znovu vrátili v roce 2007 a od té doby odkryli řadu dalších kostí, které připsali H. floresiensis. Podle zpráv z konce roku 2008 byly objeveny části koster již 14 jedinců, ovšem žádná z nich není ani zdaleka tak úplná, jako LB1. Mezi nálezy nebyla ani žádná další lebka.

## Anatomie
Nejdůležitějšími identifikačními znaky H. floresiensis jsou malé tělo a malý objem lebky. Brown s Morwoodem identifikovali i další, méně zřejmé znaky, které LB1 odlišují od moderních H. sapiens. Patří mezi ně tvar zubů, absence brady a neobvykle málo prohnuté kosti předloktí. Každý z těchto odlišovacích znaků se stal předmětem přísného posouzení vědeckou komunitou, zda opravdu svědčí o novém lidském druhu či spíše o patologických odchylkách H. sapiens, přičemž různé výzkumné týmy dospěly k různým závěrům. Objev dalších koster potvrdil existenci některých znaků nalezených u LB1, jako například málo vyvinutou bradu, ovšem Jacob a jeho tým argumentovali, že může jít jen o lokální morfologickou odlišnost H. sapiens. G. A. Lyras et al. zase v morfometrickém výzkumu prokázali, že lebka LB1 se znatelně liší od všech lebek druhu H. sapiens, včetně jedinců malého vzrůstu či mikrocefaliků, a je podobná spíše lebce H. erectus.

### Tělo

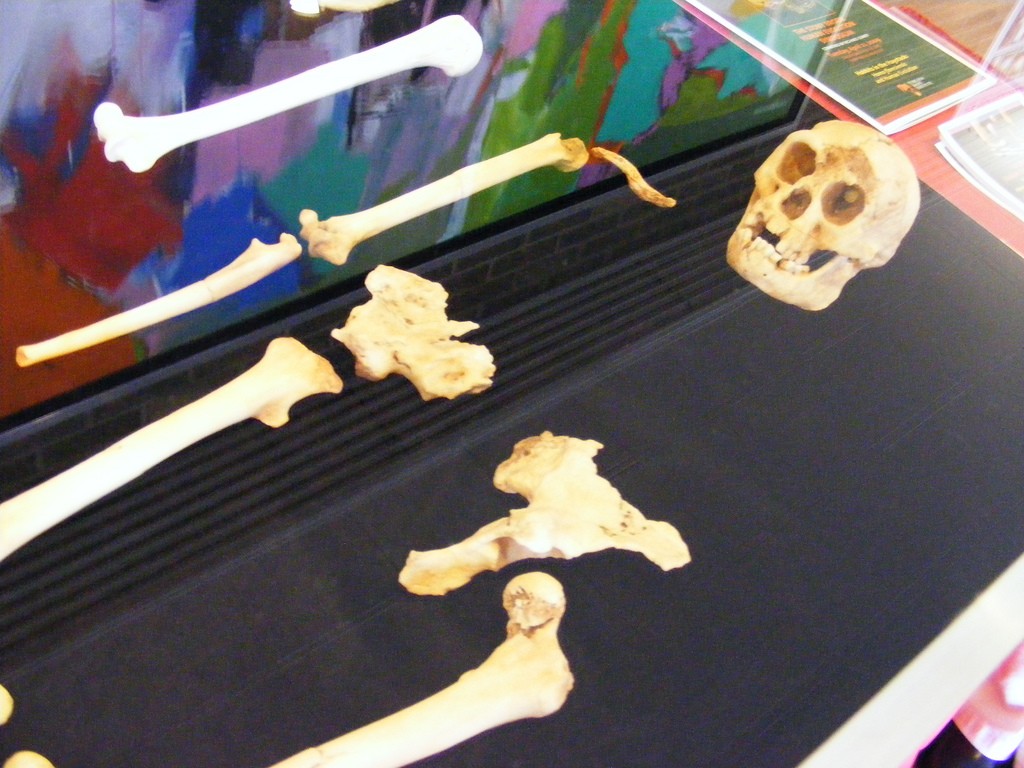
Odlitky kostí exempláře LB1

Typový exemplář navrženého nového druhu je tvořen poměrně kompletní kostrou a téměř kompletní lebkou, pravděpodobně patřící 30leté 1,06 m vysoké ženě (LB1), které se dostalo přezdívky Flo. Závěr, že H. floresiensis dorůstal jen velmi malé výšky, podporuje také nález holenní kosti LB8, která mohla podle Morwooda et al. patřit osobě vysoké 1,09 m. Tyto odhady se výrazně liší od výšek moderních lidí a jsou dokonce znatelně nižší, než je průměrná výška dospělého člověka i v současných populacích fyzicky malých lidí, jako jsou například Pygmejové (kde dospělá žena měří méně než 150 cm), Twaové, Semangové (dospělá žena 137 cm) či Andamanci (dospělá žena 137 cm). Obecně se z biofyzikálního hlediska považuje za významnější hmotnost a podle tohoto měřítka jsou rozdíly ještě větší. Odhaduje se, že LB1 dosahovala hmotnosti kolem 25 kg, což je nejenom méně než u současných H. sapiens, ale i méně než u H. erectus, který by měl podle Browna být přímým předchůdcem H. floresiensis, a podobá se spíše hmotnosti jejich více než tři miliony let starého předka rodu Australopithecus, o němž se soudí, že nepřekročil hranice Afriky.
Přes tyto rozdíly ve velikosti se zdá, že jinak se nalezené exempláře podobají H. erectus, o němž se ví, že žil v jihovýchodní Asii v době, která se kryje s nejstaršími nálezy připisovanými H. floresiensis. Stejný tým nalezl také údajné důkazy o přítomnosti H. erectus na ostrově Flores v době před 840 000 lety, a to v podobě kamenných nástrojů, ovšem přímo pozůstatky samotného H. erectus na ostrově nalezeny nebyly.
Brown s kolegy vysvětlují malou postavu H. floresiensis jako výsledek života v prostředí s omezenými potravními zdroji, které vedlo k silnému ostrovnímu nanismu. Podobný vývoj byl zaznamenán i u jiných druhů žijících na ostrovech a na ostrově Flores ho lze zaznamenat také např. u trpasličího Stegodona, což byl chobotnatec, který se během čtvrtohor rozšířil po celé Asii. Teuku Jacob se svým týmem však teorii ostrovního nanismu podrobil kritice s tím, že kostra LB1 je podobná místní populaci v okolí vesnice Rampasasa a že u pygmejských populací mohou nastat podobné výrazné výkyvy ve velikosti těla.

### Mozek
Kromě malých rozměrů těla měl H. floresiensis také pozoruhodně malý mozek. Mozkovna typového exempláře má objem 380 cm³, což je na spodní hranici objemu mozku šimpanze nebo vyhynulých australopitheků. Mozek jedince LB1 je znatelně redukován i ve vztahu k předpokládanému přímému předku H. erectus, jehož objem byl 980 cm³, což je více než dvojnásobek. Ovšem odhadovaný poměr objemu mozku vůči hmotnosti těla LB1 leží někde mezi H. erectus a velkými lidoopy.
Objevitelé také H. floresiensis připisují pokročilé chování. V jeskyni Liang Bua byly nalezeny důkazy používání ohně k vaření a kosti stegodona se stopami po řezných nástrojích. Nalezené kamenné nástroje připomínají nálezy z mladého paleolitu, který je ovšem jinak spojován s moderními lidmi, jejichž mozky měly objem 1310–1475 cm³, tj. téměř čtyřnásobek objemu mozku H. floresiensis (při 2,6násobné hmotnosti těla). Některé z těchto nástrojů byly zjevně používány při skupinovém lovu místního trpasličího stegodona.
Ukazatelem inteligence je také rozměr oblasti 10 prefrontální kůry mozkové, která bývá spojována se sebeuvědoměním a která je u LB1 stejně velká jako u současných lidí, a to i přes jinak mnohem menší celkový objem mozku. Myšlenka, že příslušníci druhu H. floresiensis používali různé pokročilé technologie a navzájem spolupracovali, vedla objevitele k hypotéze, že snad ovládali i řeč.

### Další znaky

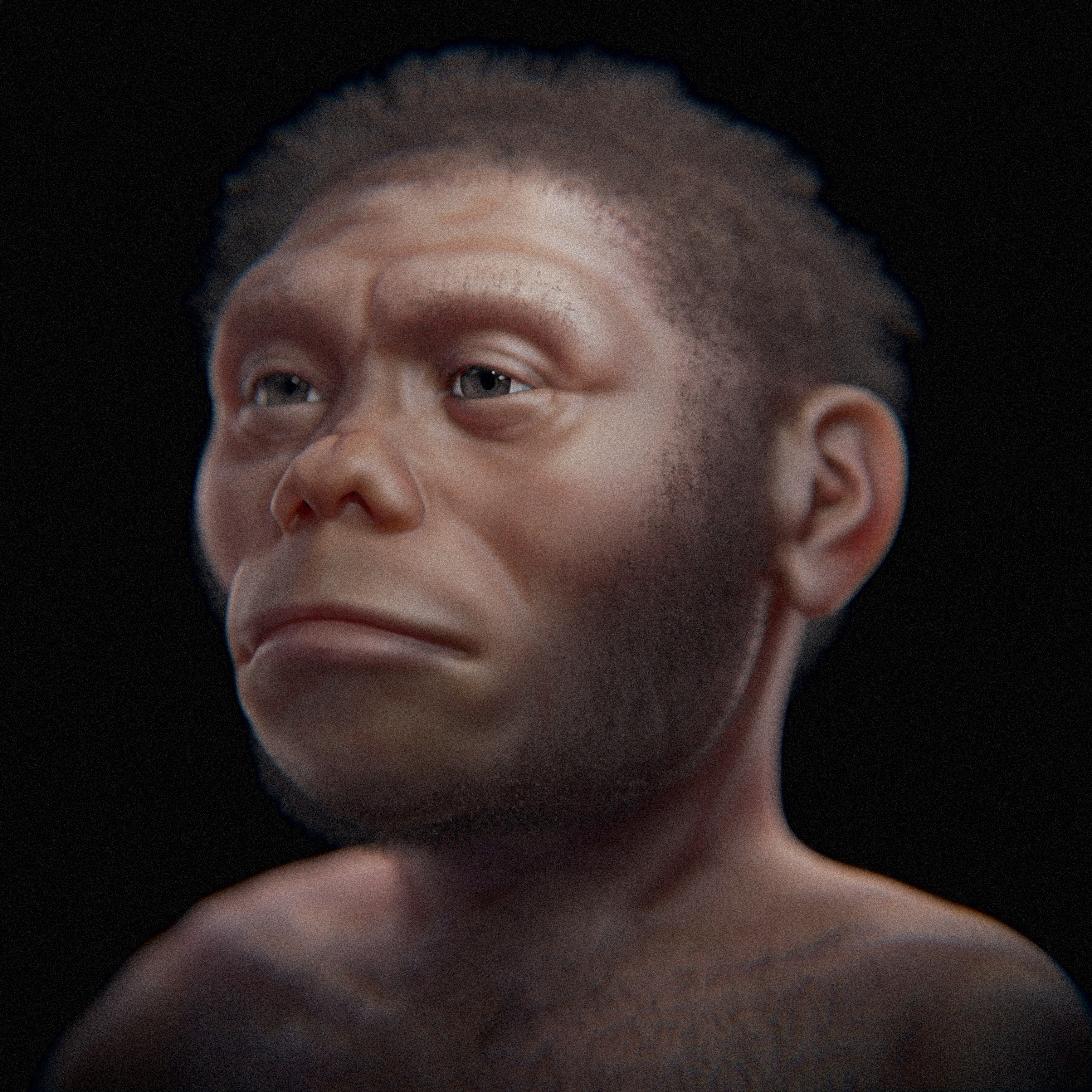
Rekonstrukce člověka floreského

Mezi další znaky, jimiž zastánci teorie o novém, dosud nepoznaném druhu hominida argumentují, patří poměrně malé prohnutí pažních kostí a poměr šířky a délky kostí dolních končetin. Přítomnost těchto znaků potvrdili i nezávislí odborníci, ovšem jejich význam je předmětem sporu. Podle Teuku Jacoba jsou všechny tyto znaky, nalezené na kostře LB1, patologického původu.
Roku 2007 Susan G. Larsonová ze Stony Brook University v New Yorku studovala se svým týmem téměř úplné kosti horní končetiny LB1 a povšimla si odlišnosti ve stavbě kosti pažní. Moderní lidé mají hlavice kosti pažní pootočené o 145 až 165 stupňů, což jim umožňuje, aby vnitřní strana jejich lokte směřovala mírně dopředu. Larsonová původně prohlásila, že pažní kost LB1 byla pootočená pouze o 110 stupňů, později však se svým týmem provedla nová měření a dospěla k závěru, že pootočení činilo 120 stupňů. Tento vývojový rozdíl oproti současným lidem mohl být výhodou při houpání se na pažích, ovšem komplikoval by činnosti spojované s moderními lidmi, jako je například výroba nástrojů. Dalším předmětem jejich výzkumu byl nekompletní materiál pletence horní končetiny sestávající ze zlomené klíční kosti LB1 a lopatky LB6. Klíční kost LB1 byla poměrně krátká, což v kombinaci se zjištěným tvarem lopatky a malým pootočením pažní kosti muselo vést k tomu, že H. floresiensis měl ramena o něco posunutá směrem dopředu, jakoby pokrčená. Díky tomu mohl ohýbat loket podobným způsobem jako moderní lidé, a tudíž snad i vyrábět nástroje.
V září roku 2007 publikoval Matthew W. Tocheri z amerického Národního přírodovědného muzea se svým týmem studii zaměřenou na zápěstí H. floresiensis. Předmětem studie byly tři zápěstní kůstky (kost loďkovitá, kost mnohohranná menší a kost hlavatá), o nichž se předpokládá, že patří ke kostře LB1. Podle jejich zjištění se tvary těchto kůstek znatelně liší od kostí zápěstí moderních lidí a podobají se spíše zápěstí afrických lidoopů nebo australopitheků.
William L. Jungers, morfolog ze Stony Brook University, publikoval se svým týmem zase studii dolních končetin. Podle jejich měření měl H. floresiensis neobvykle plochá chodidla, která byla také poměrně velká v porovnání se zbytkem těla. Jedním z důsledků zřejmě bylo, že při chůzi musel mnohem více ohýbat kolena, než jak to činí současní lidé. Podle Jungerse nemohl být schopen rychlé chůze. H. floresiensis měl také neobvykle tvarované prsty na nohou a velmi krátký palec.

## Doba výskytuH.floresiensisna ostrově

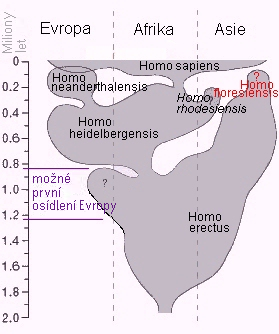
Schematický náčrt vývoje člověka včetně případné slepé větve H. floresiensis

Jediné informace o době výskytu H. floresiensis na ostrově pocházejí z nálezů koster a nástrojů v jeskyni Liang Bua. Kosterní pozůstatky připisované H. floresiensis pochází z doby před 74 000 až 13 000 lety, některé nástroje jsou však až 95 000 let staré.
Hluboký průliv v sousedství ostrova byl příčinou toho, že Flores zůstal izolovaný i v průběhu poslední doby ledové (též zvané würmská), přestože hladina moře v tomto období poklesla natolik, že se většina ostatních Sundských ostrovů spojila v jeden. To vedlo objevitele k závěru, že případní příslušníci druhu, nebo jejich předchůdci, mohli ostrova dosáhnout jedině vodní cestou, možná na bambusovém voru, asi před 100 000 lety, nebo pokud se jednalo o příslušníky druhu H. erectus, i mnohem dříve. Na jiných místech ostrova byly nalezeny různé doklady o přítomnosti hominidů staré až 840 000 let. Jedním z důvodů vyhynutí H. floresiensis i dalších členů místní fauny, včetně trpasličího chobotnatce stegodona, mohla být vulkanická erupce přibližně před 12 000 lety. H. floresiensis byli tedy po nějakou dobu současníky H. sapiens, a dokonce o 12 000 let přežili neandertálce, kteří vyhynuli asi před 24 000 lety.
Podle hypotézy Gregory Fortha z kanadské University of Alberta však tento druh mohl přežívat v některých částech ostrova i déle, a stát se tak zdrojem místního mýtu o člověku podobných stvořeních nazývaných Ebu Gogo (česky „pramáti, která všechno sní“), což měli být malí, chlupatí obyvatelé jeskyní s omezenou schopností řeči. Tato stvoření měla údajně na ostrově pobývat ještě v době příjezdu prvních portugalských lodí v 16. století a podle některých tvrzení dokonce ještě koncem 19. století. Nizozemský paleontolog Gert van den Bergh zaznamenal vyprávění o Ebu Gogo ještě na začátku 90. let 20. století. Na ostrově Sumatra kolují podobné pověsti o 1–1,5 m vysokém člověku podobném tvoru nazývaném Orang Pendek (česky „malý člověk“), o kterém paleontolog Henry Gee spekuloval, že by mohl souviset s H. floresiensis.

## Ekologie
Současně s H. floresiensis obývali ostrov Flores mj. krysa floreská (Papagomys armandvillei), která zde žije dodnes, a malý chobotnatec Stegodon florensis. Tyto druhy mohly být součástí jídelníčku člověka floreského. Naopak jeho nepřáteli mohli být varan komodský, který je v současné době na ostrově téměř vyhuben, či 1,8 metru vysoký a 16 kg vážící čáp Leptoptilos robustus rodu marabu, popsaný v roce 2008 ze stejně starých vrstev jako H. floresiensis.

## Kontroverze
Úvahy o tom, že nálezy z ostrova Flores reprezentují nový druh, jsou mezi odbornou veřejností považovány za velmi kontroverzní téma. Vedoucí paleontolog indonéské univerzity Gadjah Mada Teuku Jacob a další vědci vyjádřili s připsáním nálezů novému druhu rodu Homo nesouhlas. Jacob prohlásil, že se jedná o poddruh H. sapiens patřící k australomelanéské rase. Podle indonéského vědce malá lebka patřila mentálně retardovanému modernímu člověku nějaké pygmejské formy, který trpěl genetickou poruchou mikrocefalie, jejímž důsledkem je malý mozek i lebka.
Na začátku prosince roku 2004 Jacob většinu nálezů z Národního archeologického výzkumného centra v Jakartě bez povolení odvezl k výzkumu do své vlastní laboratoře ve 443 km vzdáleném městě Jogjakartě. Objevitel kostí Peter Brown následně vyjádřil obavy o to, aby se důležité vědecké důkazy neocitly pouze v rukou malé skupiny vědců, kteří k nim ani neumožní přístup jiným vědcům, ani nebudou sami publikovat výsledky vlastních výzkumů, podobně jako se stalo v případě tzv. Svitků od Mrtvého moře. Jacob nakonec pozůstatky vrátil, ovšem některé jejich části byly vážně poškozené, což způsobilo mezi kolegy ve světě velké pozdvižení. Zprávy o navrácených fosiliích hovořily o dlouhých hlubokých řezech po obou stranách spodní čelisti, snad způsobených nožem při sundávání gumového odlitku. Brada druhé čelisti byla ulomená a přilepená zpět, ovšem v nesprávném úhlu. Pánev byla rozdrcená, což podle některých znemožňovalo rozpoznat některé podrobnosti tvaru a držení těla a historii jeho vývoje. Jacob však popřel jakýkoliv zlý úmysl s tím, že tato poškození se vyskytla během přepravy zpět do Jakarty. Některé znaky však svědčily spíše o tom, že čelist byla poškozena při práci na odlitku tváře, přičemž následně byly obě poloviny čelisti k sobě přiloženy ve špatném úhlu, mezery vyplněny úlomky kostí a vše následně překryto silnou vrstvou lepidla.
Roku 2005 indonéské úřady zakázaly vstup do jeskyně, takže žádné další vykopávky nebyly možné. Některá média, jako např. BBC, spekulovala, že za těmito opatřeními byla snaha nedovolit žádná zjištění prokazující, že se Teuku Jacob, považovaný za „krále indonéské paleontologie“, mýlil. Návrat do jeskyně byl vědcům znovu umožněn až v roce 2007.
Ještě před tím, než Jacob kosti odvezl, byla lebka LB1 podrobena CT vyšetření, podle něhož roku 2005 tým Dean Falkové z Florida State University vytvořil a analyzoval její počítačový model. Výsledky byly publikovány v časopisu Science v únoru roku 2005. Autoři studie došli k závěru, že lebka nepatřila pygmejské formě člověka ani deformovanému jedinci, a podpořili tak názor, že se jedná o nový druh. V říjnu téhož roku však Science otiskl další studii týmu vedeného Alfredem Czarnetzkim, Carstenem Puschem and Jochenem Weberem. Tito autoři vyjádřili nesouhlas se závěry únorové studie s tím, že lebka LB1 vykazuje znaky mikrocefalie.
Výsledky studie z února 2005 napadl také v květnu 2006 Robert D. Martin s kolegy z Field Museum v Chicagu, kteří rovněž dospěli k závěru, že lebka je mikrocefalická. Podle Martina je tento mozek příliš malý na to, aby patřil nějakému oddělenému trpasličímu druhu. Objemu mozku 400 cm³ by podle něj odpovídal tvor maximálně 30 cm vysoký, přičemž objevená kostra je více než 3krát vyšší. V září roku 2006 došla ke stejnému závěru skupina vědců z Indonésie, Austrálie a Spojených států pod vedením Teuku Jacoba, zkoumající strukturu kostí a lebky.

### Důkazy proti mikrocefalii

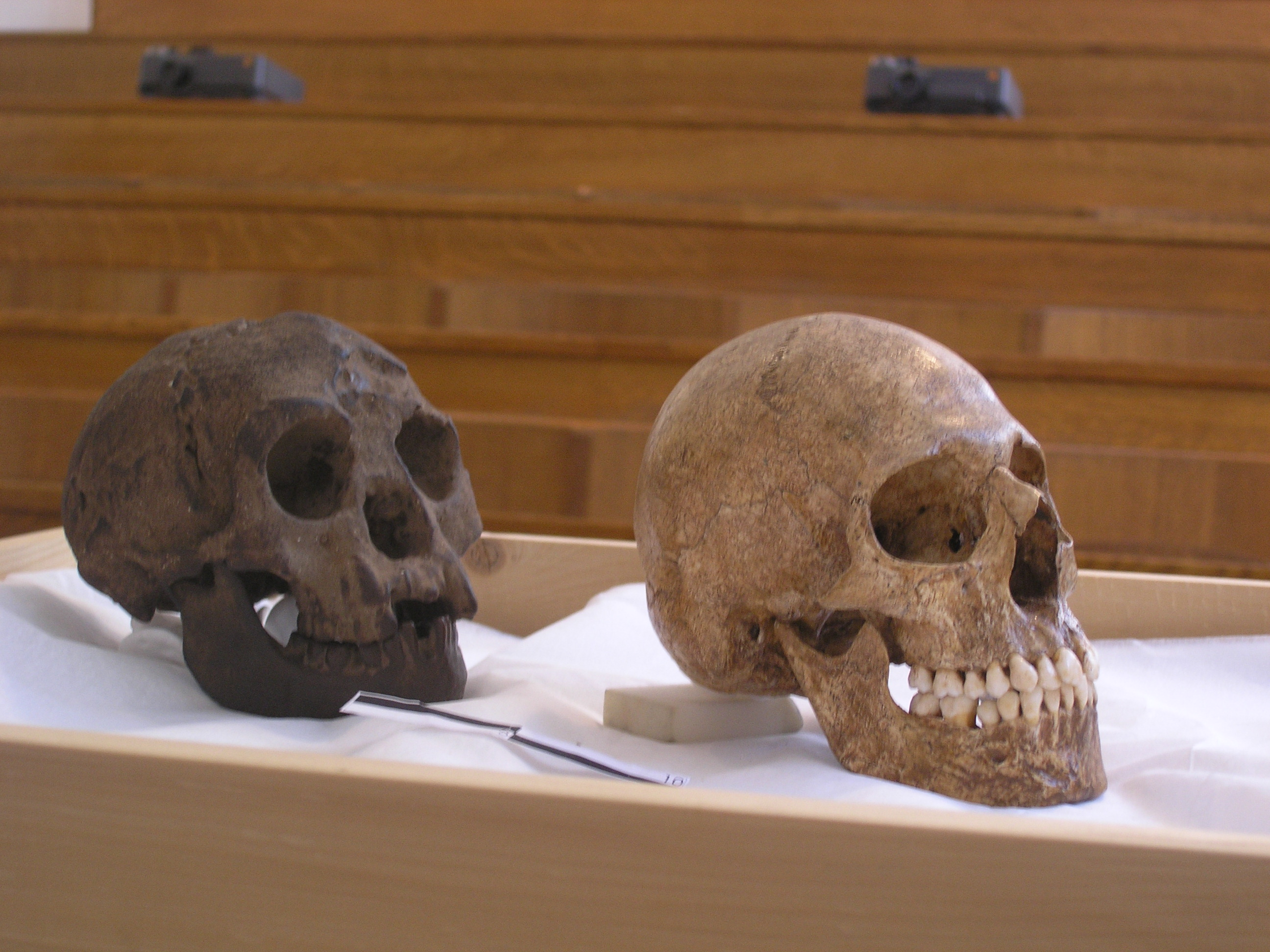
Odlitek lebky LB1 (vlevo) v porovnání s mikrocefalickou lebkou

Brown a Morwood tyto studie podrobili kritice s tím, že výška H. floresiensis nemůže být důsledkem mikrocefalie, a poukázali na studie jiných vědců, které zavrhly možnost, že by nalezený jedinec trpěl nějakou podobnou chorobou. Rovněž tým Dean Falkové stál nadále za závěry své studie a trval na tom, že tvar lebky je velmi odlišný od jedinců trpících mikrocefalií. Také William Jungers, morfolog ze Stony Brook University, prohlásil, že kostra nevykazuje žádné stopy choroby. Ovšem podle Jochena Webera z Leopoldina Hospital ve Schweinfurtu nelze mikrocefalii zcela vyloučit. Studii na toto téma zveřejnila též Debbie Argue z Australian National University, která v Journal of Human Evolution možnost mikrocefalie zavrhla a dospěla k závěru, že se jedná o nový druh.
29. ledna 2007 publikovala Falková novou studii, která podpořila názory, že v případě floreských nálezů se nejedná o mikrocefalického H. sapiens. V této nové studii Falková prozkoumala trojrozměrné počítačové modely devíti mikrocefalických mozků a 10 běžných lidských mozků. Studie odhalila, že floreská lebka se více podobá lebkám zdravých mozků současných lidí než lebkám mikrocefaliků, ale současně má také některé jedinečné znaky, které by se daly čekat spíše u odlišného druhu. Porovnáním frontálních a temporálních laloků Falková zjistila, že se jedná o vysoce rozvinutý mozek, zcela nepodobný mozku mikrocefalickému, který je v mnoha ohledech odlišný od mozků současných lidí. Toto zjištění současně považovala i za odpověď na předešlé kritiky, podle nichž byl mozek LB1 příliš malý na to, aby mohl dosáhnout inteligence požadované k vytvoření nástrojů nalezených v blízkosti kostry.
Výše uvedená studie G. A. Lyrase z roku 2008 potvrzuje závěry Dean Falkové, neboť podle ní trojrozměrné morfometrické znaky mikrocefalických lebek H. sapiens jsou stále v rozsahu typickém pro druh H. sapiens, zatímco lebka LB1 se z tohoto rozsahu vymyká.

### Hypotéza Laronova syndromu
V červnu 2006 přišel americký anatom Gary D. Richards z University of California s názorem, že kostry nalezené na ostrově Flores by mohly být pozůstatky lidí trpících tzv. Laronovým syndromem. O rok později, v červnu 2007 Jisra'el Herškovic, Li'ora Kornreichová a Cvi Laron z Telavivské univerzity v Izraeli publikovali studii, podle níž jsou morfologické znaky H. floresiensis prakticky totožné se znaky typickými pro Laronův syndrom. U postižených lidí vzniká tzv. hypofyzární nanismus, který působí zdáním, jako by trpěli nedostatkem růstového hormonu. Ve skutečnosti je však u nich úroveň růstového hormonu spíše zvýšená, ovšem jejich tělo na něj nereaguje. Mezi další znaky choroby patří nedostatečně vyvinutá lebka, malý obličej, malá spodní čelist a jiné kosterní změny. Choroba je nejvíce rozšířená na Blízkém Východě, a to zejména u dětí, jejichž rodiče jsou si navzájem blízce příbuzní, vyskytuje se ale i v dalších oblastech včetně jihovýchodní Asie.
Izraelští vědci porovnali také rentgenové snímky několika Izraelců postižených syndromem, kteří dosahovali výšky mezi 108 a 128 cm, s údaji o LB1. Ve své studii srovnávali celkem 36 znaků vyskytujících se po celé kostře a dospěli k závěru, že většina se podobala znakům Laronova syndromu, včetně výrazného nadočnicového oblouku, absence jedné z vedlejších dutin nosních a krátkých končetin vzhledem k délce trupu. Lidé postižení syndromem měli také malé hlavy, i když ne tak malé, jako LB1. Rovněž některé anatomické znaky, které Dean Falková zaznamenala na vnitřní straně lebky, by mohly být výsledkem přizpůsobení se zmenšené mozkovně a byly nalezeny i u postižených Laronovým syndromem.
Tito postižení však mívají také velmi hutnou kost u bradavkového výběžku spánkové kosti v oblasti zvané pars mastoidea, zatímco u zdravých jedinců tato kost bývá houbovitá a vyplněná vzduchem. Protože Hershkovitz neměl k dispozici rentgenové snímky této části lebky, nemohl podobné srovnání učinit. Falková však mohla ke srovnání využít snímků počítačové tomografie a zjistila, že tato oblast lebky LB1 nevykazuje žádné známky Laronova syndromu. V březnu roku 2009 Falková a její spolupracovníci zveřejnili studii, v níž srovnali některé další rysy LB1 s rysy popsanými v lékařské literatuře u pacientů s Laronovým syndromem, jako pneumatizaci (vytváření dutin) a tloušťku lebečních kostí, tvar obličeje, čelisti, zubů a brady, mimo lebku pak tvar ramene, zápěstí, pánve a celkové proporce těla včetně relativní velikosti chodidla. Autoři studie neshledali žádnou významnou podobnost mezi studovanými znaky LB1 a znaky typickými pro Laronův syndrom a dospěli k závěru, že LB1 touto chorobou netrpěla.

### Struktura kostí

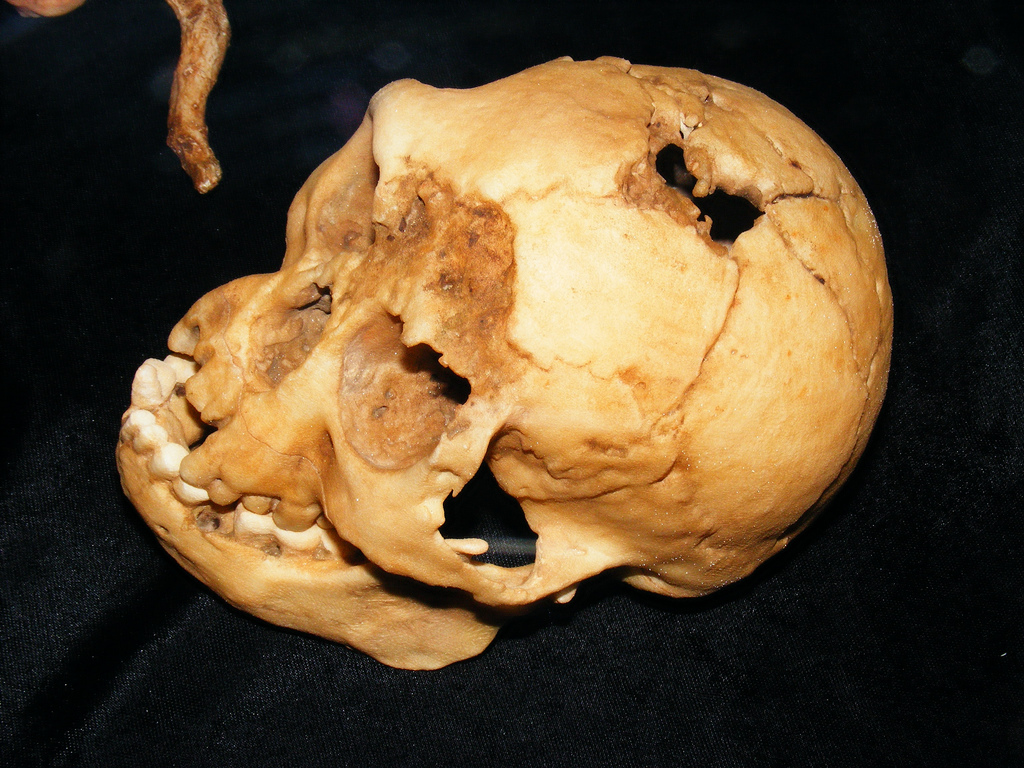
Odlitek lebky exempláře LB1, pohled shora

Struktura ramenních, pažních a zápěstních kostí H. floresiensis se podle popisů publikovaných v některých studiích z roku 2007 liší od moderních lidí a je mnohem bližší struktuře kostí raných členů podčeledi Homininae nebo šimpanzů. Závěry této studie do značné míry podporují názor, že H. floresiensis je spíše samostatným druhem a nikoliv současným člověkem trpícím tělesnou vadou.
Susan G. Larsonová et al. studovali kosti horní končetiny kostry LB1. Podle nich byla pažní kost tohoto jedince neobvykle málo pootočená vůči lokti, mnohem méně, než u současných lidí. Tento znak už před nimi analyzovali také Gary D. Richards, podle nějž ho lze nalézt též u současných pygmejských populací, a Teuku Jacob, který na základě studia míst úponů svalů na kostech LB1 dospěl k názoru, že malé pootočení pažní kosti je jen důsledkem slabých svalů tohoto jedince. Larsonová oponovala Richardsovu závěru s tím, že ve své studii citoval starší práci z roku 1972, která analyzovala vzorek 6 pygmejských žen ze středovýchodní Afriky, a že tento malý vzorek není reprezentativní pro celou populaci. Podle ní jsou pažních kosti pygmejských populací obvykle pootočené podobně jako u lidí běžné výšky. Kromě toho Larsonová se svým týmem na studovaných kostech hledala nějaké známky mikrocefalie, ale žádné nenašla.
William L. Jungers ze Stony Brook University přirovnal malé pootočení pažní kosti H. floresiensis k podobně malému pootočení u raného hominida, jehož pozůstatky byly nalezeny v Dmanisi v Gruzii, a který byl označen jako Homo georgicus. Larsonová et al. studovali také poměrně krátkou klíční kost a neobvyklou stavbu pletence horní končetiny H. floresiensis. Své nálezy pak porovnali s kostrou KNM-WT 15000, známou jako „chlapec z Nariokotome“, která byla přiřazena druhu H. erectus, a dospěli k závěru, že pletenec horní končetiny H. floresiensis je mezičlánkem ve vývoji lidského ramene.
Zatímco někteří odborníci, včetně paleoantropologa Russela Ciochona z University of Iowa, tyto závěry podpořili, jiní se k nim postavili zdrženlivěji s tím, že vzorek kostí H. floresiensis, který je v současné době k dispozici, je příliš malý, a že výzkum Larsonové je z větší části založen pouze na jediné kosti horní končetiny.
Další studii, která podpořila teorii nového druhu, publikovali Matthew W. Tocheri et al., kteří se soustředili na analýzu zápěstních kostí. Ve své práci porovnali tři zápěstní kůstky nalezené v jeskyni Liang Bua, které pravděpodobně patří ke kostře LB1, se zápěstními kůstkami současných lidí, některých raných hominidů a afrických lidoopů. Podle jejich závěrů jsou tyto kůstky podobné kůstkám lidoopů a částečně též australopitheků, a velmi odlišné od zápěstních kůstek jak současných lidí, tak také člověka neandertálského a dokonce i Homo antecessor. Zápěstní kůstky patřící H. floresiensis nemají některé znaky, které se vyvinuly u předchůdců současných lidí již nejméně před 800 000 lety. Protože tyto znaky se na kostech objevují již v průvěhu embryonálního vývoje, Tocheri z toho vyvozuje, že je velmi nepravděpodobné, aby jejich neobvyklý tvar byl důsledkem nějaké vývojové vady.
Nesouhlas s tímto závěrem vyjádřil paleontolog Robert D. Martin, který poznamenal, že zatím nikdo nestudoval zápěstí mikrocefaliků. Alan Thorne z Australian National University prohlásil, že rozdíly mezi kostmi byly jen velmi malé a že podobné odchylky se mohou objevit i u současných lidí. Také poukázal na fakt, že nalezené zápěstní kůstky byly v jeskyni rozptýlené a není jisté, zda všechny patřily stejnému jedinci. Michael Morwood z University of Wollongong v Austrálii, jeden ze spoluautorů studie, Thornovi oponoval s tím, že tyto nálezy na zápěstních kůstkách se doplňují i s dalšími zjištěními, jako jsou proporce těla, velikost mozku, morfologie ramene, pánve, čelisti a zubů, které všechny dohromady naznačují, že H. floresiensis je samostatným druhem, který se vyvinul v izolaci na ostrově.
Teorie nového druhu byla dále podpořena studií dolních končetin, kterou zveřejnil William L. Jungers se svým týmem (složeným převážně ze stejných vědců, kteří se podíleli na výše uvedené analýze kostí horní končetiny). Jednou z nejvýznamnějších odlišností ve struktuře kostry dolní končetiny byla neobvykle plochá a v porovnání se zbytkem těla též velká chodidla. Palec byl popsán jako neobvykle krátký a podobný raným hominidům, včetně australopitheků. Antropolog Henry McHenry z University of California prohlásil, že tyto nálezy Jungersova týmu by mohly znamenat konec veškerým diskusím na téma vývojové choroby. Mnohem větší záhadou podle něj je, odkud se druh H. floresiensis vzal. Antropolog John Hawks z University of Wisconsin-Madison však stále zůstává nepřesvědčen, neboť daná studie podle něj nedostatečně porovnala popisované znaky se současnými pygmejskými populacemi.

### Hypotéza endemického kretenismu
Roku 2008 přišli australští vědci Peter J. Obendorf, Charles E. Oxnard, a Ben J. Kefford s teorií, že jedinci označení LB1 a LB6 trpěli tzv. myxedémovým typem vrozeného syndromu z jodové karence (nedostatku jódu) a že byli součástí touto chorobou jinak nedotčené populace H. sapiens, která podle nich ostrov v té době obývala. Porucha bývá vyvolána několika faktory spojenými s životním prostředím postižených, mezi něž patří i nedostatek jódu. Choroba způsobuje též určitou formu nanismu a i v dnešní době ji lze sledovat mj. i mezi obyvateli Indonésie. Postižení, kteří se narodili bez funkční štítné žlázy, mívají malá těla a zmenšený mozek, ale jejich motorické schopnosti jsou ovlivněny mnohem méně než v případech endemického kretenismu neurologického původu. Autoři studie se domnívají, že na ostrově Flores mohly před přibližně 18 tisíci lety (což je doba, z níž nalezené kostry pochází) vládnout podmínky vedoucí ke vzniku této choroby. Podle nich jsou různé odlišnosti, nalezené na kostech z jeskyně Liang Bua, jako například zvětšená podvěsková jáma klínové kosti, neobvykle rovná a jen málo pootočená kost pažní či relativně silné končetiny, příznaky této diagnózy. Tímto způsobem mohou být údajně vysvětleny rovněž spodní třenové zuby se dvěma kořeny či primitivní morfologie zápěstí. Autoři studie nevylučují ani možnost, že i ústně tradované příběhy o podivných člověku podobných stvořeních žijících na ostrově, mohou ve skutečnosti popisovat lidi postižené kretenismem.
Reakce na zjištění australských vědců se lišily. Robert D. Martin vyjádřil souhlas se zkoumáním různých dalších postižení, kterými by se nálezy vysvětlily, aniž by je bylo nutné připisovat novému druhu, osobně však stále dává přednost mikrocefalické teorii. Dean Falková výsledky australského týmu napadla s tím, že CT snímky podvěskové jámy neukázaly, že by byla větší, než je obvyklé, a protože rozměry této části klínové kosti byly klíčovým argumentem studie, zavrhla celou tuto hypotézu. Peter Brown, objevitel fosílií, prohlásil, že pozůstatky LB1 byly natolik špatně zachovalé, že podle něj žádné smysluplné změření velikosti podvěskové jámy není možné. Napadána byla i další Obendorfova měření, neboť jeho tým je neprováděl přímo na kostech ani nepoužil CT snímky, ale pouze záběry rentgenových snímků z dokumentu The Mystery of the Human Hobbit, který roku 2005 natočila britská BBC.

### Hypotéza vývoje z raných hominidů
Evoluční vztahy H. floresiensis jsou rovněž předmětem kontroverze. Mnohé dřívější studie naznačovaly, že se vyvinul z lokální populace druhu Homo erectus, který obýval Asii před expanzí druhu Homo sapiens. Nejnovější výzkum však upozorňuje, že populace H. floresiensis nesla výrazné znaky raných hominidů, kteří žili před rozšířením druhů H. erectus a H. ergaster. Je možné, že H. floresiensis vznikl evolucí z raných migračních skupin druhů H. habilis, H. rudolfensis, či H. georgicus, jejichž existenci nelze vyloučit. Migraci těchto hominidů z Afriky do Asie lze předpokládat nejpozději před 1,4 milionu let. Izolací některé z jejich lokálních populací mohlo následně dojít k evoluci H. floresiensis.

## Nové objevy a studie
V letech 2015–2016 byla o „hobitech“ z Flores publikována celá řada dalších studií v recenzovaných časopisech.
Došlo ke změně datování – H. floresiensis žil na Floresu asi před jedním milionem let až 50 tisíci lety. Tvrzení, dle nichž zde hobiti přežívali ještě před 13 tisíci lety, jsou opouštěna. Cca v době konce hobitů jsou na Flores doloženi první zástupci druhu Homo sapiens (ohništi, nikoliv zatím fosíliemi; uvádí se, že H. floresiensis oheň nepoužíval, i to je v rozporu s řadou údajů ve starších článcích).
Je-li nové datování správné, prakticky to vylučuje hypotézu mikrocefalie, hobiti žili na Flores dříve než Homo sapiens a dávno před migrací Homo sapiens z Afriky. Také se propojují evoluční vztahy mezi hobity a jinými formami (ještě nezmenšenými) asijských Homo erectus. Druhové řazení je poněkud věcí vkusu, není tím zcela vyloučeno ani to, že hobiti mají původ v ještě ranějších druzích rodu Homo (viz výše) nebo dokonce australopitéků.
Nové studie byly roku 2016 publikovány např. v Nature a v Journal of Archaeological Science.
V r. 2016 byly v lokalitě Mata Menge, která leží asi 75 kilometrů od jeskyně s prvními nálezy H. floresiensis, objeveny ostatky „starších příbuzných“ člověka floreského, další ostatky byly objeveny v r. 2024. Ostatky jsou datovány do doby asi před 700 tisíci lety, což je výrazně dříve než starší nálezy H. floresiensis, jež jsou staré jen několik desítek tisíc let. Přesto ukazují na ještě menší velikost těla. Objev podporuje teorii, že člověk floreský se vyvinul z jávské linie druhu Homo erectus, který se dostal na ostrov Flores a uvázl tam. Zatímco dřívější studie uvažovaly o možném novém druhu, studie k novým nálezům doporučuje zařazení i těchto „starších příbuzných“ do druhu H. floresiensis.